# Relacions entre la República de la Xina i Somalilàndia
Les relacions entre la República de la Xina i Somalilàndia es refereix a les relacions entre l'autoproclamada República de Somalilàndia (no reconeguda internacionalment) i la República de la Xina (Taiwan). Els dos països no tenen relacions diplomàtiques formals, però des de l'any 2020 han establert oficines de representació similars a ambaixada en la capital de l'altre país.

## Història

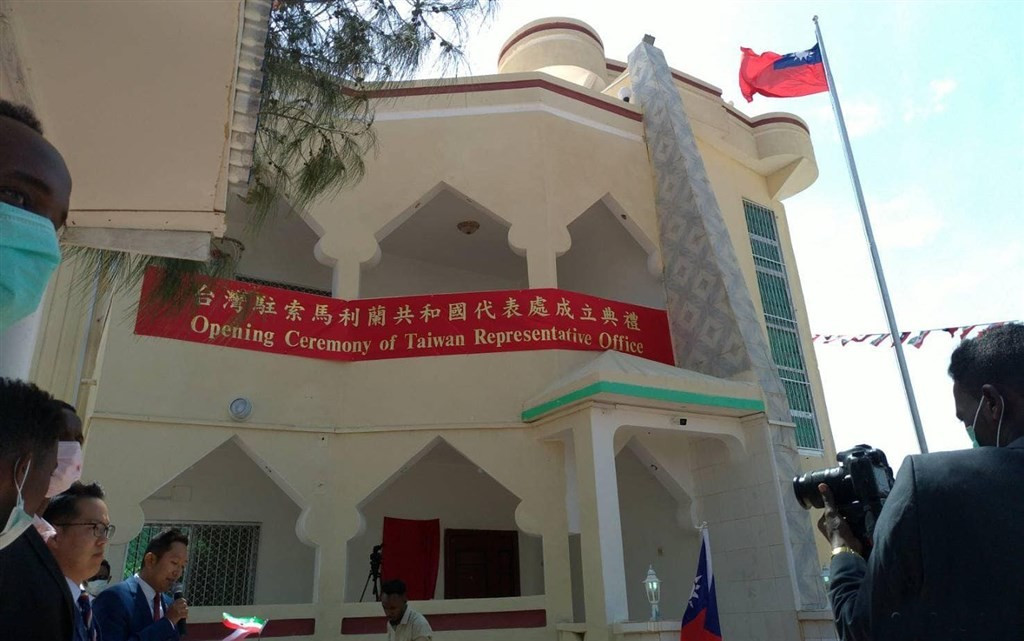
Oficina de representació de la República de la Xina a la República de Somalilàndia.

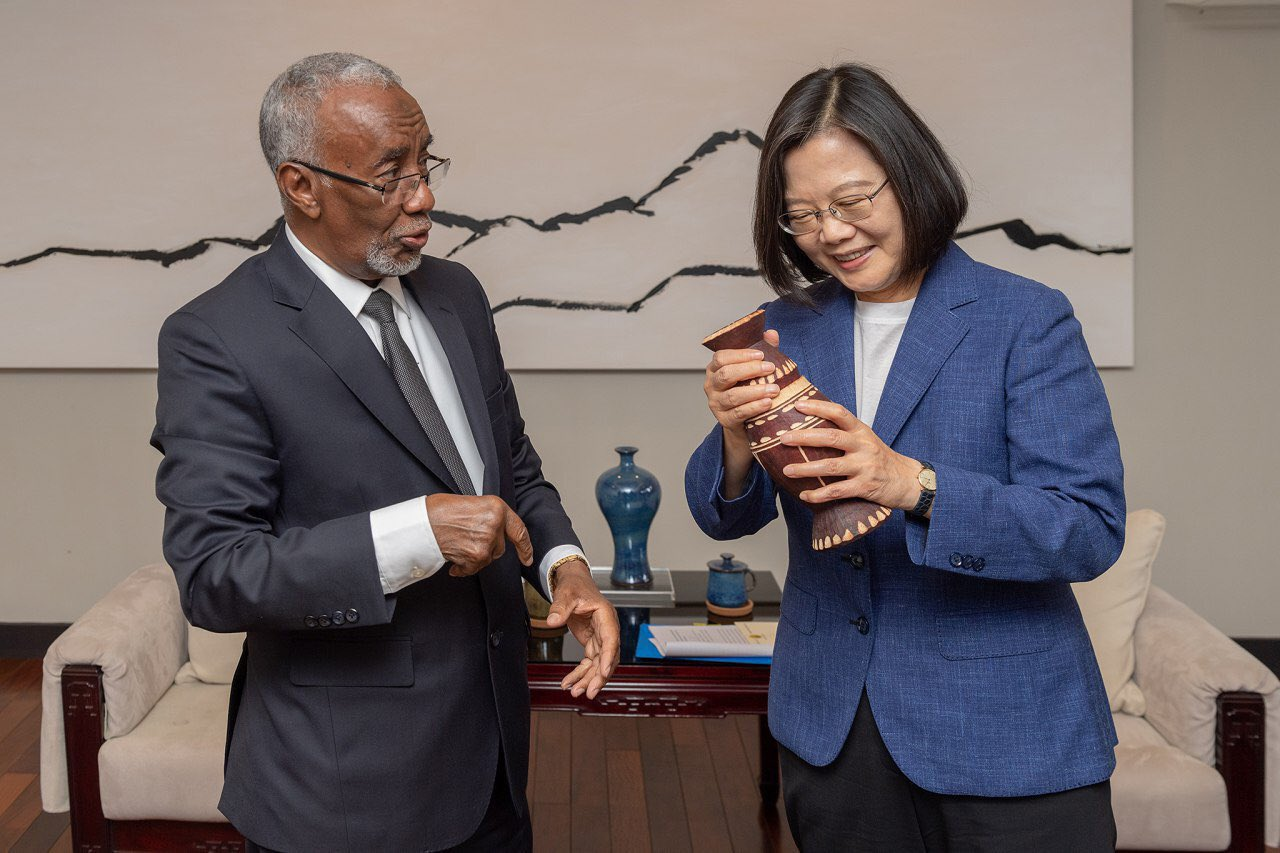
La presidenta de la República Tsai Ing-wen es reuneix amb el ministre d'Afers Exteriors de Somalilàndia Yasin Haji Mohamoud.

La República de la Xina reconeix a Somalilàndia com a país independent, i els dos països han establert gradualment bones relacions interactives des del 2009. Tots dos països són membres de l'Organització de Nacions i Pobles No Representats (UNPO en anglès).
El novembre de 2019, Yang Xinyi, director del Departament d'Assumptes Asiàtics i Africans del Ministeri d'Afers exteriors de la República de la Xina, va anar a Somalilàndia per a reunir-se amb el cap del Banc Central. El cap esperava establir una estreta col·laboració amb el Banc Central de la República de la Xina.
Les relacions entre els dos països es van enfortir en l'any 2020. El 17 d'agost, la República de la Xina va obrir l'oficina de representació a Hargeisa i el 9 de setembre, Somalilàndia va fer el mateix a Taipei. Tant la República Popular de la Xina com Somàlia es van oposar a aquestes inauguracions. Aquestes dues inauguracions A la pràctica, aquestes oficines funcionen com ambaixades, però no poden rebre aquest nom perquè els dos països no es reconeixen entre ells. En el mateix any, també es van comprometre a augmentar la cooperació bilateral en camps com l'agricultura, la salut o l'educació. Durant la pandèmia de COVID-19, la República de la Xina li ha anat subministrant màscares i vacunes de Medigen per fer-ne front.
El 3 de març de 2021, Somalilàndia i Taiwan van signar un acord de cooperació en matèria de tecnologies de la informació destinat a millorar la digitalització del govern de Somalilàndia. El pla de tres anys incloïa la formació del personal i la millora de la gestió d'Internet.
El 9 de febrer de 2022, el ministre d'Afers Exteriors de Somalilàndia Essa Kayd es va reunir amb la presidenta de la República de la Xina Tsai Ing-wen a Taipei per augmentar encara més la cooperació en agricultura, pesca, educació i energia.